# Shouzhan
Shouzhan (kinesiska: 首占) är en köping i sydöstra Kina. Den ligger i stadsdistriktet Changle i staden Fuzhou i provinsen Fujian, omkring 23 kilometer sydost om provinshuvudstaden Fuzhou. Antalet invånare är 21 559. Befolkningen består av 10 681 kvinnor och 10 878 män. Barn under 15 år utgör 13,0 %, vuxna 15-64 år 77 %, och äldre över 65 år 9,0 %.